# Hernán Barcos
Hernán „Pirata” Barcos (ur. 11 kwietnia 1984 w Bell Ville) – argentyński piłkarz występujący na pozycji napastnika w klubie Alianza Lima. Wychowanek Racing Club, w swojej karierze grał także w takich zespołach jak Guaraní, Olmedo, Crvena zvezda, Huracán, Shanghai Shenhua, Shenzhen Ruby, Quito, SE Palmeiras, Grêmio oraz Tianjin Teda. Były reprezentant Argentyny. Posiada również obywatelstwo peruwiańskie.

## Sukcesy

### Quito
- Mistrzostwo Ekwadoru: 2010
- Recopa Sudamericana: 2010

### Palmeiras
- Puchar Brazylii: 2012

### Indywidualne
- Król strzelców Chinese Super League: 2009
- Najlepszy napastnik Serie A: 2010